# ميراب دفاليشفيلي
ميراب دفاليشفيلي (بالجورجية: მერაბ დვალიშვილი؛ مواليد 10 يناير 1991) هو مُقاتل فنون قتالية مختلطة جورجي. يُنافس في وزن الديك في يو إف سي، حيث يُعد بطل يو إف سي لوزن الديك الحالي. دفاليشفيلي هو ثاني مُقاتل جورجي يفوز بلقب بطولة في يو إف سي بعد إيليا توبوريا. اعتبارًا من 17 سبتمبر 2024، احتل المركز السابع في تصنيفات يو إف سي في جميع الأوزان.

## الخلفية
نشأ دفاليشفيلي في تبليسي، جورجيا. بدأ التدريب في المصارعة التقليدية والقتال الانتقالي، السامبو والجودو كان صغيراً على فنون دفاع عن النفس وانتقل إلى الولايات المتحدة عندما كان عمره 21 عامًا ليصبح مقاتل فنون قتالية مختلطة محترف. يتدرب تحت قيادة راي لونغو ومات سيرا.

## مسيرته في فنون القتال المختلطة

### مسيرته المبكرة
بدأ دفاليشفيلي مسيرته المهنية في فنون القتال المختلطة في عام 2014 وقاتل في إطار العديد من المنظمات مثل حلقة القتال. حقق سجل 7–2 قبل المنافسة في يو إف سي.

### يو إف سي
خاض دفاليشفيلي أول نزال له في يو إف سي في 9 ديسمبر 2017، ضد فرانكي ساينز في حدث يو إف سي ليلة القتال: سوانسون ضد أورتيغا. وخسر القتال بقرار القضاة بالانقسام.

#### بطولة يو إف سي لوزن الديك
واجه دفاليشفيلي شون أومالي على لقب بطولة يو إف سي لوزن الديك في 14 سبتمبر 2024 في يو إف سي 306. وفاز باللقب بقرار الحكام بالإجماع.
خاض دفاليشفيلي أول دفاع عن لقبه ضد منافسه غير المهزوم عمر نورمحمدوف في 18 يناير 2025 في يو إف سي 311. فاز بالقتال بقرار إجماعي. وقد نال من هذا النزال مكافأة قتال الليلة مرة أخرى.

## مسيرته في التصارع
في عام 2019، احتل دفاليشفيلي المركز الثاني في بطولة العالم للسامبو في كوريا الجنوبية. نافس دفاليشفيلي في قتال السامبو في وزن 68 كيلوغرامًا. وخسر في النهائيات أمام الروسي ستيبان كوبينوف.
خاض دفاليشفيلي القتال في الحدث الرئيسي لحدث فيوري برو جرابلينق 2 في 29 أكتوبر 2021، وخسر بقرار الحكام بالإجماع أمام كيفن دانتزلر.
نافس دفاليشفيلي ضد دارين برانش في الحدث الرئيسي لهاي رولر 23 في 21 يناير 2023. وفاز بالنزال بالإخضاع.

## حياته الشخصية
حصل دفاليشفيلي على جائزة قدرها مليون لاري جورجي من حكومة البلاد لفوزه بلقب بطولة يو إف سي لوزن الديك، وتبرع بها لدعم المصارعة في المنطقة.

## البطولات والإنجازات
- يو إف سي
  - بطولة يو إف سي لوزن الديك (مرة واحدة، الحالي)
    - دفاع ناجح واحد
    - أول بطل من مواليد جورجيا في تاريخ يو إف سي

  - أداء الليلة (مرة واحدة) ضد مارلون مورايس[21]
  - قتال الليلة (مرتين) ضد ريكي سيمون، عمر نورمحمدوف[22][15]
  - أكثر مقاتل فوزًا بقرار الحكام الجماعي في تاريخ فئة وزن الديك في يو إف سي (7)
  - ثاني أطول سلسلة انتصارات في تاريخ فئة وزن الديك في يو إف سي (8)[23]
  - أكثر إسقاطات في تاريخ فئة وزن الديك في يو إف سي (61)[23]
  - بالشراكة مع (ديمتريوس جونسون) رابع أكثر إسقاطات في تاريخ يو إف سي (74)[24]
  - ثاني أكبر عدد من الضربات في تاريخ وزن الديك في يو إف سي (1569)[23]
  - أكثر محاولات إسقاط في نزال واحد في تاريخ يو إف سي (49 ضد بيتر يان)[25]
- حلقة القتال
  - بطولة آر أو سي لوزن الديك (مرة واحدة)
    - دفاع واحد ناجح عن اللقب

## سجل فنون القتال المختلطة
| السجل المهني |        |         |
| 23 نزال      | 19 فوز | 4 خسارة |
| ضربة قاضية   | 3      | 0       |
| إخضاع        | 1      | 1       |
| قرار القضاة  | 15     | 3       |

| النتيجة | السجل | الخصم            | الطريقة                    | الحدث                                        | التاريخ        | الجولة | الوقت | المكان                                    | الملاحظات                                           |
| ------- | ----- | ---------------- | -------------------------- | -------------------------------------------- | -------------- | ------ | ----- | ----------------------------------------- | --------------------------------------------------- |
| فاز     | 19–4  | عمر نورمحمدوف    | قرار القضاة (بالإجماع)     | يو إف سي 311                                 | 18 يناير 2025  | 5      | 5:00  | إنغليووود، كاليفورنيا، الولايات المتحدة   | دافع عن لقب بطولة يو إف سي لوزن الديك. قتال الليلة. |
| فاز     | 18–4  | شون أومالي       | قرار الحكام (بالإجماع)     | يو إف سي 306                                 | 14 سبتمبر 2024 | 5      | 5:00  | لاس فيغاس، نيفادا، الولايات المتحدة       | فاز بلقب بطولة يو إف سي لوزن الديك.                 |
| فاز     | 17–4  | هنري سيجودو      | قرار الحكام (بالإجماع)     | يو إف سي 298                                 | 17 فبراير 2024 | 3      | 5:00  | آناهايم، كاليفورنيا، الولايات المتحدة     |                                                     |
| فاز     | 16–4  | بيتر يان         | قرار الحكام (بالإجماع)     | يو إف سي ليلة القتال: يان ضد دفاليشفيلي      | 11 مارس 2023   | 5      | 5:00  | لاس فيغاس، نيفادا، الولايات المتحدة       |                                                     |
| فاز     | 15–4  | خوسيه ألدو       | قرار الحكام (بالإجماع)     | يو إف سي 278                                 | 20 أغسطس 2022  | 3      | 5:00  | سولت ليك، يوتا، الولايات المتحدة          |                                                     |
| فاز     | 14–4  | مارلون مورايس    | ضربة فنية قاضية (باللكمات) | يو إف سي 266                                 | 25 سبتمبر 2021 | 2      | 4:25  | لاس فيغاس، نيفادا، الولايات المتحدة       | أداء الليلة.                                        |
| فاز     | 13–4  | كودي ستامان      | قرار الحكام (بالإجماع)     | يو إف سي على إي إس بي إن: رييس ضد بروتشازكا  | 1 مايو 2021    | 3      | 5:00  | لاس فيغاس، نيفادا، الولايات المتحدة       |                                                     |
| فاز     | 12–4  | جون دودسون       | قرار الحكام (بالإجماع)     | يو إف سي 252                                 | 15 أغسطس 2020  | 3      | 5:00  | لاس فيغاس، نيفادا، الولايات المتحدة       |                                                     |
| فاز     | 11–4  | غوستافو لوبيز    | قرار الحكام (بالإجماع)     | يو إف سي على إي إس بي إن: آي ضد كالفيلو      | 13 يونيو 2020  | 3      | 5:00  | لاس فيغاس، نيفادا، الولايات المتحدة       | نزال في وزن غير محدد (140 رطلًا).                    |
| فاز     | 10–4  | كيسي كيني        | قرار الحكام (بالإجماع)     | يو إف سي ليلة القتال: أندرسون ضد بلاهوفيتش 2 | 15 فبراير 2020 | 3      | 5:00  | ريو رانتشو، نيومكسيكو، الولايات المتحدة   |                                                     |
| فاز     | 9–4   | براد كاتونا      | قرار الحكام (بالإجماع)     | يو إف سي ليلة القتال: ياكوينتا ضد كاوبوي     | 4 مايو 2019    | 3      | 5:00  | أوتاوا، أونتاريو، كندا                    |                                                     |
| فاز     | 8–4   | تيريون وير       | قرار الحكام (بالإجماع)     | يو إف سي ليلة القتال: هنت ضد أولينيك         | 15 سبتمبر 2018 | 3      | 5:00  | موسكو، روسيا                              |                                                     |
| خسر     | 7–4   | ريكي سيمون       | إخضاع تقني (خنق المقصلة)   | يو إف سي ليلة القتال: باربوزا ضد لي          | 21 أبريل 2018  | 3      | 5:00  | أتلانتيك سيتي، نيوجيرسي، الولايات المتحدة | قتال الليلة.                                        |
| خسر     | 7–3   | فرانكي ساينز     | قرار الحكام (بالانقسام)    | يو إف سي ليلة القتال: سوانسون ضد أورتيغا     | 9 ديسمبر 2017  | 3      | 5:00  | فريسنو، كاليفورنيا، الولايات المتحدة      |                                                     |
| فاز     | 7–2   | روفيون ستوتس     | ضربة قاضية (دوران خلفي)    | حلقة القتال 59                               | 2 يونيو 2017   | 1      | 0:15  | أتلانتيك سيتي، نيوجيرسي، الولايات المتحدة | دافع عن لقب بطولة حلقة القتال لوزن الديك.           |
| فاز     | 6–2   | سخروب أيداربيكوف | إخضاع (الذراع)             | حلقة القتال 58                               | 24 فبراير 2017 | 2      | غ/م   | أتلانتيك سيتي، نيوجيرسي، الولايات المتحدة | فاز بلقب بطولة حلقة القتال لوزن الديك الشاغر.       |
| فاز     | 5–2   | توني جرافلي      | قرار الحكام (بالانقسام)    | حلقة القتال 57                               | 18 نوفمبر 2016 | 3      | 5:00  | أتلانتيك سيتي، نيوجيرسي، الولايات المتحدة |                                                     |
| فاز     | 4–2   | بول جرانت        | قرار الحكام (بالإجماع)     | حلقة القتال 56                               | 23 سبتمبر 2016 | 3      | 4:00  | أتلانتيك سيتي، نيوجيرسي، الولايات المتحدة | العودة لوزن الديك.                                  |
| فاز     | 3–2   | مات تولوس        | قرار الحكام (بالإجماع)     | سي إي إس إم إم إيه 36                        | 10 يونيو 2016  | 3      | 5:00  | لينكولن، رود آيلاند، الولايات المتحدة     | أول ظهور في وزن الريشة.                             |
| فاز     | 2–2   | جيفري ذن         | قرار الحكام (بالإجماع)     | سي إي إس إم إم إيه 34                        | 1 أبريل 2016   | 3      | 5:00  | ماشانتوكيت، كونيتيكت، الولايات المتحدة    |                                                     |
| خسر     | 1–2   | ريكي بانديجاس    | قرار الحكام (بالإجماع)     | سي إف إف سي 43                               | 1 نوفمبر 2014  | 3      | 5:00  | أتلانتيك سيتي، نيوجيرسي، الولايات المتحدة |                                                     |
| فاز     | 1–1   | دينيس دومبرو     | ضربة فنية قاضية (باللكمات) | حلقة القتال 49                               | 19 سبتمبر 2014 | 3      | 0:50  | أتلانتيك سيتي، نيوجيرسي، الولايات المتحدة |                                                     |
| خسر     | 0–1   | دارين ميما       | قرار الحكام (بالأغلبية)    | حلقة القتال 47                               | 24 يناير 2014  | 3      | 4:00  | أتلانتيك سيتي، نيوجيرسي، الولايات المتحدة | أول ظهور في وزن الديك.                              |

## نزالات الدفع مقابل المشاهدة
| #  | الحدث        | القتال               | التاريخ        | المكان | المدينة                             | المبلغ      |
| -- | ------------ | -------------------- | -------------- | ------ | ----------------------------------- | ----------- |
| 1. | يو إف سي 306 | أومالي ضد دفاليشفيلي | 14 سبتمبر 2024 | سفير   | لاس فيغاس، نيفادا، الولايات المتحدة | لم يُكشف عنه |

## وصلات خارجية
- ميراب دفاليشفيلي على موقع JudoInside.com (الإنجليزية)
- ميراب دفاليشفيلي على موقع يو إف سي (الإنجليزية)
- ميراب دفاليشفيلي على موقع شيردوغ (الإنجليزية)
- ميراب دفاليشفيلي على موقع Tapology.com (الإنجليزية)
- ميراب دفاليشفيلي على موقع فايت ماتريكس (الإنجليزية)
- ميراب دفاليشفيلي على موقع إي إس بي إن (الإنجليزية)